# Grabovo (jezero)
Grabovo je umjetno akumulacijsko jezero u Hrvatskoj. Nalazi se u Vukovarsko-srijemskoj županiji, južno od grada Vukovara u blizini naselja Čakovci, Mikluševci i sela Grabovo, po kojem je dobilo ime. Ima površinu 1,26 km². Nastalo je 1985. godine pregradnjom potoka Savak, ali danas je voda akumulirana iz podzemnih izvora. Visina zemljane brane je 8 – 10 m, a prosječna dubina 3 m. Jezero je dio Tompojevačkih ritova koji su vrijedan primjer močvarnog područja u obliku koji se proteže u dužini od 48 kilometara na području općine Tompojevci, jugoistočno od grada Vukovara.
Područje Grabova nalazi se jugoistočno od Vukovara, oko 8 kilometara južno od rijeke Dunava. Premda je lokacija blizu Dunava, područje pripada slivu Bosuta, odnosno Save. Za navodnjavanje Grabova koriste se postojeće depresije, ukupne površine oko 1037 ha. Najveću količinu vode akumulira vodotok
„Savak“, koji je značajan izvor. Na akumulaciji su izvedene dvije pregrade: prva u km 0+000 (nasip bivše željezničke pruge Ilača – Vukovar) i druga u km 2+068 (put Grabovo –Mikluševci). Akumulacijski bazen prikuplja tijekom godine sve površinske i podzemne vode do glavne brane. Slivna površina akumulacije lepezastog je oblika, ispresjecana velikim brojem depresija koje gravitiraju prema vodotoku „Savak“. Ukupna površina područja s koga se prikupljaju vode za navodnjavanje iznosi oko 8500 ha.